# Nocera Terinese
Nocera Terinese (Nucéra in calabrese) è un comune italiano di 4 747 abitanti della provincia di Catanzaro in Calabria. È posto a 240 metri di altitudine sulle pendici di un colle rivolto verso la bassa valle del Savuto e verso il mar Tirreno. Separata dal nucleo principale vi è Marina di Nocera Terinese, ove il fiume Savuto sfocia nel mar Tirreno.

## Geografia fisica
Il centro abitato di Nocera Terinese è ubicato in collina a 240 metri s.l.m. 
Dal paese si riesce ad osservare il Savuto sfociare nel mar Tirreno. Inoltre dal territorio di Nocera Terinese si vedono, al tramonto, le isole Eolie e in particolar modo Stromboli.
Il territorio comunale ha una escursione altimetrica pari a 1 332 metri.
Appartiene alla zona climatica C.
Il rischio sismico del territorio è al livello massimo (livello 1).

## Origini del nome
Varie e molteplici sono le ipotesi circa l’etimologia della denominazione del centro abitato, a partire da una di chiara impronta fitonimica (con evidente allusione alla notevole presenza di noceti nell’ambito del suo territorio), sino ad altre di svariata natura. Secondo un’opinione fortemente probabile e molto seguita (Cfr. Michele Manfredi-Gigliotti, Terenewn, Memorie storiche sull’antica città di Terina, Editrice Pungitopo, 1984), il centro antropizzato, posto anch’esso tra due fiumi (Grande e Rivale, così come lo era stata l’antica Terina), assunse il nome di Nocera a seguito della distruzione, ad opera dei Saraceni, all’incirca intorno all’anno mille, della colonia crotoniate di Terina, dalla quale ultima proveniva la maggior parte dell’elemento antropico fondatore, scampato al massacro. L’etimo proviene dalla lingua greca ed è composto da neos (nuovo/a) e kairos (casa/abitazione). Anche l’etimo della colonia greca distrutta dai legni barbarici che infestavano il Mediterraneo,  affondava le radici nella lingua greca: Terina, in origine (in onore della sirena- detta Tereina [ la Tenera] oppure Ligeia [la Canora, la Melodiosa] il cui corpo era stato dal mare Tirreno spiaggiato in un punto sottostante il pianoro di Terina e al quale i Terinei avevano dato pietosa sepoltura) e, in successione cronologica, la denominazione onomastica era mutata in  Tereneon-Terenon (dal verbo tereo=custodire, proteggere e, quindi, dal sostantivo teros= rifugio, asilo, porto) e neon  (da naus=navi: asilo delle navi). In ricordo della affermata sicurezza del porto della scomparsa città magnogreca, per una lunga soluzione temporale e all’origine della sua fondazione, Nocera si chiamò Nocera della Pietra della Nave. Tuttora, nell’ambito della circoscrizione amministrativa del Comune, esiste annotato il toponimo Pietra della Nave proveniente, almeno, dal 1240, in quanto contenuto in un privilegium di Federico II, emesso in pari data, nel quale si fa esplicito riferimento alla Terra Noceriae con praedicto Portu Maris, qui dicitur Navis de Arata (Arata [da Ares=Marte] è, in modo pacifico, l’attributo del fiume Ocinaro (Okinaros) che bagnava, e bagna tuttora (ribattezzato Savuto), il pianoro su cui sorgeva Terina, la cui denominazione ancora oggi è Piano di Terina). È necessario precisare, a proposito di tale toponomastica, che non vi è autore che riporti la denominazione in modo corretto, così che il Piano di Terina è diventato, via via, Piano della Tirena (Orsi), Piano della Tirrena (Topa), Piano di Tirina (Ciaceri). Tali denominazioni altro non sono che deformazioni toponomastiche, le quali non significano proprio niente. L’errore deriva da una cattiva ed errata traduzione dal dialetto nocerese dal quale il luogo è indicato come “ ‘u Chianu ‘e Tirene”, la cui traduzione italiana corretta (tenendo conto che “Tirene” rappresenta una forma ipocoristica di natura demotica di “Terina”) è Il Piano di Terina. Può anche comprendersi che tale lectio possa dare fastidio a tutti coloro che, pur non sussistendo alcuna prova in proposito, propongono, tuttavia, il sito lametino come quello dell’ubicazione della antica colonia crotoniate, non possiamo esimerci dall’affermare che la Storia è proprio questa che abbiamo esposto e che la Sovrintendenza ai beni culturali e archeologici per la Calabria continua ad ignorare non avendo giammai incluso, in tutti suoi programmi di scavi archeologici, il Piano preferendo, con ogni evidenza, la Piana.
I profughi terinei dovevano necessariamente conoscere il territorio dove appostarono la loro nuova fondazione, rappresentando tale territorio la loro antica cora (contado circostante la città) che sicuramente avevano frequentato sia con finalità agronomiche e zootecniche, che venatorie. Esiste tuttora, proveniente ab immemorabili, un antico sentiero, chiamato ‘a Crapara (sentiero di capre), congiungente il Piano di Terina con il luogo del primo insediamento nocerese, la Motta (dall’arabo con il significato di luogo elevato e fortificato). Il sito evocava una caratteristica del Piano terineo: la Motta, in posizione elevata, è posta, a sua volta, alla confluenza di due fiumi (Grande e Rivale, tributario del primo) e circondata dal cosiddetto Fosso Cupo, fossato profondo che, in caso di attacco, veniva riempito, tramite un sistema di opere idrauliche, con l’acqua proveniente dai suddetti due fiumi. Il sito era munito di due torri di guardia (una esiste ancora ed è detta “ ‘u Turrazzu”, opera monumentale; l’altra è stata distrutta in epoca relativamente recente in seguito a lavori di imbrigliamento. L’edificio più antico della Motta è la Chiesa di Santa Maria della Pietà retrodatabile al secolo XV. L’accesso alla Motta era, ed è ancora, garantito da un ponte (mobile-ritirabile e, in seguito, levatoio, detto “ ‘a Ponta” [La Ponta])

### Simboli
Lo stemma di Nocera Terinese è stato riconosciuto con decreto del capo del governo del 16 luglio 1936.

## Monumenti e luoghi d'interesse

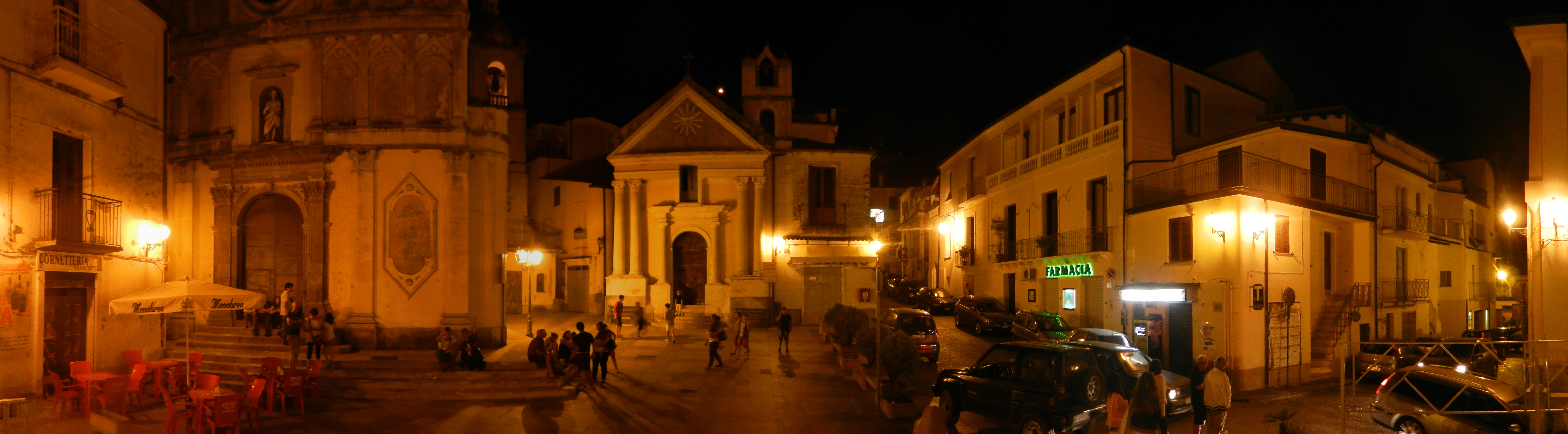
La piazza principale di Nocera Terinese

### Architetture religiose
- Chiesa Matrice di San Giovanni Battista: da semplice cappella intorno al 1300, nel corso dei secoli, assunse la sua attuale forma dopo il terremoto del 1783 e i lavori terminarono nel 1828, anno in cui venne ultimata la stupenda e superba cupola che, sovrastando il presbiterio si alza dal suolo di ben 32 metri, opera di esperti carpentieri venuti a Nocera dalla vicina S. Lucido. Di buona fattura alcune tele: l'ultima Cena del Pascaletti, e la Madonna del Rosario di autore ignoto. Tra le statue lignee quelle di S. Giovanni Battista, della Madonna del Suffragio, di S. Francesco di Paola e di S. Caterina d'Alessandria. Festeggia il patrono San Giovanni il 24 giugno e il 5 febbraio (San Giovanni d'i terremoti), poiché secondo la leggenda in questo giorno il Santo preservò il paese dal tragico terremoto del 1638.
- Chiesa dell'Annunziata: l'altare centrale dell'Annunziata in marmo verde, monumento nazionale, nella nicchia custodisce la statua lignea risalente al 1600, della Vergine Addolorata con il Cristo morto sulle ginocchia "la Pietà ", venerata dal popolo nocerese specie durante la Quaresima e tale devozione culmina nella Settimana Santa, in particolare il Sabato Santo con la solenne processione della Vergine Addolorata e del Cristo morto durante la quale si svolge il secolare rito dei "vattienti". Custodisce anche la statua lignea bellissima della titolare, la Vergine Annunziata.
- Chiesa di San Martino: è una piccola e austera chiesa, innalzata nel XV secolo nella piazza principale.
- Chiesa di San Francesco: un tempo del Cenobio dei Minori Conventuali, alla sommità del paese i ruderi del vecchio convento dei PP. Cappuccini, un tempo fortilizio normanno,.
- Il “Portale del Palazzo Procida” appartenente alla omonima famiglia e risalente al XV° sec.

### Siti archeologici
Nel territorio dell'attuale Nocera Terinese si trova il sito della città magnogreca di Terina, da molti collocata sul Piano della Tirena, massiccio costiero lambito alla sua base dei corsi dei fiumi Savuto e Grande, che si uniscono poco prima di incontrare il mare. Il Lenormant nel suo viaggio in Calabria si mostrò certo nel non attribuire al Piano della Tirena la collocazione del sito di Terina, in quanto il Piano gli fu mostrato da una delle colline circostanti, verosimilmente il Piano di Stia. Lo studioso francese, ricordando il riferimento di Strabone a due fiumi che lambivano il piano prima di unirsi, non era stato infatti in grado di osservare il corso dei due fiumi che effettivamente esistono. Vi è ancora oggi un dibattito aperto sulla collocazione di Terina, da alcuni collocata nel territorio di Lamezia Terme per via della monetazione ritrovata.

## Società

### Evoluzione demografica
Abitanti censiti

## Economia
Parte del territorio comunale è compreso nella zona di produzione del vino Scavigna DOC.

## Infrastrutture e trasporti

### Strade
Il comune è attraversato dalla strada provinciale 93, che conduce alla strada provinciale 163/1. Il territorio comunale è attraversato dalla strada statale 18 Tirrena Inferiore, dalla strada statale 18 dir Tirrena Inferiore e dall'autostrada A2.

### Ferrovie
Nocera è servita dalla stazione di Nocera Terinese, posta sulla ferrovia Tirrenica Meridionale.

## Amministrazione
| Periodo           | Periodo           | Primo cittadino                                | Partito                                          | Carica                    | Note  |
| ----------------- | ----------------- | ---------------------------------------------- | ------------------------------------------------ | ------------------------- | ----- |
| 12 aprile 1994    | 24 maggio 1998    | Pasquale Motta                                 | Partito Democratico della Sinistra               | sindaco                   |       |
| 24 maggio 1998    | 27 marzo 2001     | Pasquale Motta                                 | lista civica di centro-sinistra                  | sindaco                   |       |
| 27 marzo 2001     | 27 maggio 2002    |                                                |                                                  | commissario straordinario |       |
| 27 maggio 2002    | 28 maggio 2007    | Luigi Ferlaino                                 | Casa delle Libertà                               | sindaco                   |       |
| 28 maggio 2007    | 7 maggio 2012     | Luigi Ferlaino                                 | lista civica di centro-destra                    | sindaco                   |       |
| 7 maggio 2012     | 3 novembre 2015   | Gaspare Rocca                                  | lista civica di centro-destra "per Nocera"       | sindaco                   |       |
| 3 novembre 2015   | 5 giugno 2016     |                                                |                                                  | commissario straordinario |       |
| 5 giugno 2016     | 22 febbraio 2018  | Fernanda Gigliotti                             | lista civica "Ripartiamo dal Paese Che Vogliamo" | sindaco                   |       |
| 22 febbraio 2018  | 10 giugno 2018    |                                                |                                                  | commissario straordinario |       |
| 10 giugno 2018    | 28 settembre 2018 | Massimo Pandolfo                               | lista civica "Unità Popolare Nocerese"           | sindaco                   |       |
| 28 settembre 2018 | 26 maggio 2019    |                                                |                                                  | commissario straordinario |       |
| 26 maggio 2019    | 26 maggio 2021    | Antonio Albi                                   | lista civica "Unità Popolare Nocerese"           | sindaco                   |       |
| 26 maggio 2021    | 30 agosto 2021    | Laura Rotundo                                  |                                                  | commissario straordinario |       |
| 30 agosto 2021    | 23 ottobre 2023   | Lucia Iannuzzi Roberto Micucci Francesca Iannò |                                                  | commissario straordinario | [ 7 ] |
| 23 ottobre 2023   | in carica         | Saverio Russo                                  | lista civica Liberi di scegliere                 | Sindaco                   |       |

## Sport
La squadra di calcio locale è l'A.S.D. Terina, la squadra amaranto milita nel campionato di Prima Categoria e gioca le sue gare interno allo Stadio Comunale De Luca.